# Train of Thought (Dream Theater)
Train of Thought è il settimo album in studio del gruppo musicale statunitense Dream Theater, pubblicato l'11 novembre 2003 dalla Elektra Records.

## Antefatti
Nel 2002, durante lo svolgimento del tour di supporto a Six Degrees of Inner Turbulence, il gruppo ha iniziato a comporre le prime demo dei brani che avrebbero visto la luce in Train of Thought. Rispetto all'album pubblicato nel 2002, i Dream Theater hanno voluto rendere più cupe ed heavy metal le sonorità; riguardo a ciò, il batterista Mike Portnoy ha spiegato con le seguenti parole:

## Concezione
Rispetto a Six Degrees of Inner Turbulence, ma anche alle precedenti pubblicazioni del gruppo, più progressive e melodiche, Train of Thought è caratterizzato da sonorità più cupe, distorte e heavy metal. Anche per questo album i Dream Theater hanno scelto di ricollegarsi con l'album precedente: infatti la melodia finale con cui si concludeva la suite Six Degrees of Inner Turbulence (tratta dall'album omonimo) è la stessa che caratterizza l'introduzione di As I Am. La traccia conclusiva In the Name of God invece termina con la stessa nota con cui comincia The Root of All Evil, traccia d'apertura dell'album successivo. Il tastierista Jordan Rudess ha eseguito l'ultima nota dell'album con il naso.

## I brani
Train of Thought si apre con As I Am, pubblicato promozionalmente come anticipazione all'album e reso disponibile per il download gratuito il 1º novembre 2003 sul sito del gruppo. Il testo, composto dal chitarrista John Petrucci verso i denigratori del gruppo, trae ispirazione da una conversazione avuta dal chitarrista con un rappresentante dell'industria discografica, che disse a Petrucci che il gruppo avrebbe dovuto modellare il proprio sound sulla moda del momento. Come ha spiegato Petrucci, «è una canzone sul tenere fede a quello in cui si crede e sul non scendere a compromessi».
Il brano This Dying Soul è il secondo ispirato al programma dei dodici passi affrontato dal batterista Mike Portnoy (autore del testo) e rappresenta il seguito di The Glass Prison (tratto da Six Degrees of Inner Turbulence), dal quale sono state riprese alcune frasi e un riff. Anche il testo di Honor Thy Father è stato scritto da Portnoy e riguarda i rapporti avuti con il patrigno: infatti, lo stesso batterista, in una chat del 2004, spiegò che «non sono molto bravo a scrivere canzoni d'amore, così ho deciso di scrivere una canzone di odio». La parte centrale della canzone contiene estratti dal film Magnolia.
Il brano conclusivo è In the Name of God, scritto da Petrucci e definito da Portnoy come il «pezzo più epico dell'album, della durata di più di 14 minuti e contenente di tutto, dall'heavy progressive alla musica latina alle influenze di musica classica. È tutto quello che sono i Dream Theater in una traccia». Durante il primo intermezzo strumentale (5:51-6:07) Portnoy esegue un particolare pattern sul ride, che se tradotto in codice Morse genera la frase «eat my ass and balls», tormentone tanto caro alla band; questo easter egg è stato anticipato dallo stesso Portnoy nel suo DVD Drums of Thought. Al termine del brano è invece ascoltabile in sottofondo l'inno Battle Hymn of the Republic, una canzone della guerra di secessione americana.

## Tracce
1. As I Am – 7:47 (testo: John Petrucci – musica: John Myung, John Petrucci, Mike Portnoy, Jordan Rudess)
2. This Dying Soul – 11:28 (testo: Mike Portnoy – musica: John Myung, John Petrucci, Mike Portnoy, Jordan Rudess)
3. Endless Sacrifice – 11:23 (testo: John Petrucci – musica: John Myung, John Petrucci, Mike Portnoy, Jordan Rudess)
4. Honor Thy Father – 10:14 (testo: Mike Portnoy – musica: John Myung, John Petrucci, Mike Portnoy, Jordan Rudess)
5. Vacant – 2:58 (testo: James LaBrie – musica: John Myung, Jordan Rudess)
6. Stream of Consciousness – 11:16 (musica: John Myung, John Petrucci, Mike Portnoy, Jordan Rudess)
7. In the Name of God – 14:14 (testo: John Petrucci – musica: John Myung, John Petrucci, Mike Portnoy, Jordan Rudess)

Selections from Live Scenes from New York – CD bonus presente nell'edizione sudcoreana
1. Overture 1928 – 3:36 (musica: Dream Theater)
2. Strange Déjà Vu – 5:04 (testo: Mike Portnoy – musica: Dream Theater)
3. Home – 13:34 (testo: Mike Portnoy – musica: Dream Theater)
4. The Spirit Carries On – 7:41 (testo: John Petrucci – musica: Dream Theater)
5. Just Let Me Breathe – 4:03 (testo: Mike Portnoy – musica: Dream Theater)
6. Acid Rain – 2:35 (musica: Tony Levin, John Petrucci, Mike Portnoy, Jordan Rudess) – originariamente interpretata dai Liquid Tension Experiment
7. Caught in a New Millennium – 6:01 (testo: James LaBrie, John Petrucci, Mike Portnoy – musica: Dream Theater)

## Formazione
Gruppo
- James LaBrie – voce
- John Petrucci – chitarra
- John Myung – basso
- Jordan Rudess – tastiera
- Mike Portnoy – batteria

Altri musicisti
- Eugene Friesen – violoncello (traccia 5)

Produzione
- John Petrucci – produzione
- Mike Portnoy – produzione
- Doug Oberkircher – ingegneria del suono
- Kevin Shirley – missaggio
- Howie Weinberg – mastering

## Classifiche
| Classifica (2003/04) | Posizione massima |
| -------------------- | ----------------- |
| Austria              | 66                |
| Belgio (Fiandre)     | 76                |
| Finlandia            | 9                 |
| Francia              | 24                |
| Germania             | 16                |
| Italia               | 11                |
| Norvegia             | 9                 |
| Paesi Bassi          | 21                |
| Portogallo           | 21                |
| Stati Uniti          | 53                |
| Svezia               | 9                 |
| Svizzera             | 44                |